# Shu Du od Caija
Shu Du od Caija (蔡叔度) bio je prvi vladar kineske države Caija.
Njegov je otac bio kralj Wen od Zhoua, sin kralja Jija, a majka mu je bila kraljica Taisi.
Shu je bio brat kralja Wua, Boa Yikaoa i Vojvode od Zhoua.
Imao je sina Zhonga Hua. 